# 統合特殊作戦コマンド

統合特殊作戦コマンドのエンブレム

統合特殊作戦コマンド (とうごうとくしゅさくせんコマンド、Joint Special Operations Command/JSOC)は、アメリカ特殊作戦軍(U.S.SOCOM)隷下のサブコマンドの一つで、デルタフォースや海軍特殊戦開発グループなどの“SMU(Special Mission Unit)／特殊任務部隊）”を運用する。

## 活動内容
公の活動内容としては、
- 統合特殊作戦タスクフォース(JSOTF)の常設と提供
- 統合特殊作戦の計画立案
- 統合特殊作戦演習および訓練の計画と実行
- 統合特殊作戦戦術の開発
- 特殊作戦における要求と技能の研究
- 相互運用と装備標準化の保証

などが挙げられるが、実際には平時・戦時問わず政治的軍事的に非常に微妙で危険度の極めて高い秘密作戦や非合法作戦も指揮しており、CIAのSAC（特殊活動センター）とは緊密な関係がある。
SMUとSOF
特殊任務部隊：SMU（Special Mission Unit）とは、デルタフォースや海軍特殊戦開発グループ（DEVGRU）のように活動内容や存在そのものが秘匿される極めて機密性が高い最精鋭部隊の総称。秘密作戦や重要度・難易度が高い複雑な作戦に宛がわれ、資金や装備なども最も優遇される。対して、グリーンベレー（アメリカ陸軍特殊部隊群）やNavy SEALs（アメリカ海軍特殊部隊）など、SMUよりも規模が大きく場合によってはメディアにも露出するオープンな部隊は特殊作戦部隊：SOF（Special Operations Forces）と呼ばれる。SMUの活動の大部分は“公には否認されるべき地域”で行われ、それには対テロ作戦、襲撃行動、偵察活動、秘密諜報活動などが含まれる。

## 歴史
統合特殊作戦コマンド(JSOC)は、1980年12月15日にノースカロライナ州ポープ空軍基地で創設された。実はあまり知られていないが、この合同組織の設置を提唱したのはデルタフォース創設で有名な“チャーリー”チャールズ・ベックウィズ大佐である。
JSOC創設に先立つ同年4月のイランにおけるイーグルクロー作戦失敗後、米軍は第2次救出作戦(結局実行されることはなかったが)の準備と特殊作戦能力の再構築に躍起になっていた。作戦失敗の要因はいくつかあったが、とりわけ大きかったのは、『作戦参加部隊の指揮命令系統、訓練、装備、運用手順などが統一されていなかったこと』である。
一方、同時期にアメリカ議会では上院軍事委員会聴聞会が開催されており、今回の作戦に参加した関係者が招集されていた。当然、その中には現地でデルタフォースの指揮を執ったベックウィズ大佐も含まれており、サム・ナン上院議員から「今後同じようなことが起きないようにするには、どうすればよいか？」と質問され際、次のように提言している。
（前略）私は次のように勧告致します。あらゆる必要なものを含めた組織を編成することです。デルタ、レンジャー、海軍シール部隊、空軍パイロットと彼ら自身のスタッフ、支援要員、航空機にヘリコプターを含む組織です。この組織を軍の常設部隊にし、その本拠地を設けるのです。十分な運営資金を充てて、その要員の募集、評価、訓練に十分な時間をかけるのです。これらのことをしなければ、われわれはテロとの闘いに真剣であるとは言えません」
この主張が発端となり、また、当時の陸軍参謀総長エドワード・チャールズ・メイヤー大将(デルタ創設を支援した人物)もこの発言を熱心に支持したため、米軍は陸軍主導で対テロ戦力の研究開発を推進し、その最前線を担う指揮本部としてJSOCが創設された。なお、ベックウィズ大佐は退役までの短期間ではあるが、JSOCの主要参謀将校を務めている。

## 歴代司令官
| 職名   | 在任期間              | 氏名                     | 階級     | 前歴                                                                 | 後歴                                          |
| ------ | --------------------- | ------------------------ | -------- | -------------------------------------------------------------------- | --------------------------------------------- |
| 司令官 | 1980年12月～1984年8月 | Richard A. Scholtes      | 陸軍少将 | 第82空挺師団 作戦担当副師団長                                        | 第2機甲師団 師団長                            |
| 司令官 | 1984年8月～1987年1月  | Carl W. Stiner           | 陸軍少将 | 統合参謀本部 軍政担当副部長補佐                                      | 第82空挺師団 師団長                           |
| 司令官 | 1987年1月～1989年12月 | Gary E. Luck             | 陸軍少将 | 第2歩兵師団 師団長                                                   | U.S.ASOC(陸軍特殊作戦コマンド) 司令官         |
| 司令官 | 1989年12月～1991年8月 | Wayne A. Downing         | 陸軍少将 | TRADOC(陸軍訓練教義コマンド) 訓練担当参謀次長                        | U.S.ASOC 司令官                               |
| 司令官 | 1991年8月～1994年7月  | William F. Garrison      | 陸軍少将 | U.S.ASOC 副司令官                                                    | ジョン・F・ケネディ特殊戦センター 司令官      |
| 司令官 | 1994年7月～1996年8月  | Peter J. Schoomaker      | 陸軍少将 | 陸軍参謀本部 運用・即応・動員担当副部長                              | U.S.ASOC 司令官                               |
| 司令官 | 1996年8月～1998年8月  | Michael A. Canavan       | 陸軍少将 | SOCEUR(欧州特殊作戦コマンド) 司令官                                  | U.S.EUCOM(欧州コマンド) 参謀長                |
| 司令官 | 1998年8月～2000年10月 | Bryan D. Brown           | 陸軍少将 | U.S.SOCOM(特殊作戦コマンド) 戦力構成・要求・資源・戦略評価センター長 | U.S.ASOC 司令官                               |
| 司令官 | 2000年10月～2003年9月 | Dell L. Dailey           | 陸軍少将 | U.S.SOCOM (兼任)参謀長／指揮支援センター長                           | 第18空挺軍団 副軍団長                         |
| 司令官 | 2003年9月～2008年8月  | スタンリー・マクリスタル | 陸軍中将 | 統合参謀本部 作戦副部長                                              | 統合参謀本部 事務局長                         |
| 司令官 | 2008年8月～2011年5月  | ウィリアム・マクレイヴン | 海軍中将 | SOCEUR 司令官                                                        | U.S.SOCOM 司令官                              |
| 司令官 | 2011年5月～2014年8月  | Joseph L. Votel          | 陸軍中将 | U.S.SOCOM (兼任)参謀長／指揮支援センター長                           | U.S.SOCOM 司令官                              |
| 司令官 | 2014年8月～2016年3月  | Raymond A. Thomas III    | 陸軍中将 | CIA(中央情報局) 軍事問題担当次官                                     | U.S.SOCOM 司令官                              |
| 司令官 | 2016年3月～2018年7月  | Austin S. Miller         | 陸軍中将 | 陸軍最先端作戦センター長                                             | NATO在アフガニスタン 確固たる支援使節団司令官 |
| 司令官 | 2018年7月～2021年7月  | Scott A. Howell          | 空軍中将 | U.S.SOCOM 司令官代理                                                 | 2021年8月1日退役                              |
| 司令官 | 2021年8月～2022年9月  | Bryan P. Fenton          | 陸軍中将 | 国防長官付き上級軍事補佐官                                           | U.S.SOCOM 司令官                              |
| 司令官 | 2022年9月～           | Frank M. Bradley         | 海軍中将 | SOCCENT 司令官                                                       |                                               |

※先述したとおり、JSOCは元々陸軍主導で創設されたため、司令官には陸軍将官を充て、副司令官や参謀長に海軍・空軍・海兵隊の将校を充てることが慣例とされてきたが、2008年には初の海軍将官が、同じく2018年には初の空軍将官がそれぞれ司令官に登用された。また、近年の対テロ戦争激化に伴うJSOCの権限拡大により、司令官の階級が少将から中将へと昇格した他、副司令官級のポストも増設(従来の副司令官に加え、作戦担当副司令官と司令官補佐のポストが追加)された。

## 歴代副司令官
| 職名     | 在任期間               | 氏名                  | 階級     | 前歴                                                 | 後歴                                               |
| -------- | ---------------------- | --------------------- | -------- | ---------------------------------------------------- | -------------------------------------------------- |
| 副司令官 | 1980年12月～1982年11月 | David W. Forgan       | 空軍准将 | 空軍参謀本部 戦力開発担当副部長                      | 中欧連合国軍司令部 作戦担当参謀長補                |
| 副司令官 | 1982年11月～1983年2月  | ？？？                |          |                                                      |                                                    |
| 副司令官 | 1983年2月～1985年5月   | Edsel R. Field        | 空軍准将 | 第317戦術空輸航空団 (兼任)団長／空軍空輸センター長   | 空軍軍事輸送コマンド(MAC) 計画担当参謀次長補       |
| 副司令官 | 1985年5月～1988年5月   | Frank J. Kelly, Jr.   | 空軍准将 | MAC 計画担当参謀次長補                               | U.S.SOCOM 作戦部長                                 |
| 副司令官 | 1988年5月～1989年6月   | Edward N. Brya        | 空軍准将 | 第317戦術空輸航空団 団長                             | U.S.SOCOM 作戦部長                                 |
| 副司令官 | 1989年6月～1991年6月   | Bruce L. Fister       | 空軍准将 | MAC 作戦担当参謀次長補                               | U.S.AFSOC(空軍特殊作戦コマンド) 司令官             |
| 副司令官 | 1991年6月～1993年6月   | ？？？                |          |                                                      |                                                    |
| 副司令官 | 1993年6月～1995年6月   | Charles R. Holland    | 空軍准将 | 第1特殊作戦航空団 団長                               | SOCPAC(太平洋特殊作戦コマンド) 司令官              |
| 副司令官 | 1995年6月～1997年2月   | Maxwell C. Bailey     | 空軍准将 | 第16特殊作戦航空団 団長                              | U.S.SOCOM 作戦計画・政策センター長                 |
| 副司令官 | 1997年2月～1999年5月   | Michael N. Farage     | 空軍准将 | 第58特殊作戦航空団 団長                              | 第37訓練航空団 団長                                |
| 副司令官 | 1999年5月～2000年7月   | Richard L. Comer      | 空軍准将 | SO/LIC(※)担当国防長官補佐官オフィス 政策事業担当代理 | U.S.AFSOC 副司令官                                 |
| 副司令官 | 2000年7月～2003年1月   | Gregory L. Trebon     | 空軍准将 | U.S.SOCOM 司令官付き特別補佐官                       | SOCPAC 司令官                                      |
| 副司令官 | 2003年1月～2003年12月  | Lyle M. Koenig, Jr.   | 空軍准将 | ？？？                                               | 退役                                               |
| 副司令官 | 2003年12月～2006年4月  | David J. Scott        | 空軍准将 | 空軍参謀本部 空軍参謀総長付き補佐官                  | U.S.SOCOM ネットワーク・通信センター長             |
| 副司令官 | 2006年4月～2008年4月   | Eric E. Fiel          | 空軍准将 | U.S.AFSOC 空軍特殊作戦部隊司令官                     | U.S.SOCOM 戦力構成・要求・資源・戦略評価センター長 |
| 副司令官 | 2008年4月～2008年10月  | Raymond P. Palumbo    | 陸軍准将 | U.S.SOCOM 戦略計画・政策部長                         | U.S.ASOC 副司令官                                  |
| 副司令官 | 2008年10月～2009年8月  | Raymond A. Thomas III | 陸軍准将 | 第1機甲師団 支援担当副師団長                         | 統合参謀本部 特殊作戦・対テロ担当副部長            |
| 副司令官 | 2009年8月～2010年6月   | Paul J. LaCamera      | 陸軍准将 | 第1歩兵師団 副師団長                                 | 第25歩兵師団 作戦担当副師団長                      |
| 副司令官 | 2010年6月～2012年6月   | Philip G. Howe III    | 海軍准将 | U.S.SOCOM 立法問題担当部長                           | SOCPAC 司令官                                      |
| 副司令官 | 2012年7月～2014年7月   | Stephen A. Clark      | 空軍准将 | U.S.AFSOC 戦略計画・プログラム・要求評価部長         | U.S.SOCOM 戦力構成・要求・資源・戦略評価部長       |
| 副司令官 | 2014年7月～2016年8月   | Albert M. Elton II    | 空軍准将 | U.S.AFSOC 戦略計画・プログラム・要求評価部長         | 統合参謀本部 特殊作戦・対テロ担当副部長            |
| 副司令官 | 2016年8月～2018年6月   | Hugh W. Howard III    | 海軍准将 | 国家地理空間情報局 作戦部長                          | SOCCENT(中央特殊作戦コマンド) 司令官               |
| 副司令官 | 2018年6月～2020年7月   | David H. Tabor        | 空軍准将 | U.S.SOCOM 戦略計画・政策部長代理                     | SOCEUR(欧州特殊作戦コマンド) 司令官                |
| 副司令官 | 2020年8月～2021年6月   | Benjamin R. Maitre    | 空軍少将 | U.S.SOCOM 法務部長                                   | U.S.SOCOM 戦力構成・要件・資源・戦略評価部長       |
| 副司令官 | 2021年6月～            | Sean M. Farrell       | 空軍少将 | U.S.SOCOM 戦力構成・要件・資源・戦略評価部長         |                                                    |

※SO/LIC(Special Operations and Low Intensity Conflict)＝特殊作戦・小規模紛争
| 職名             | 在任期間             | 氏名                   | 階級     | 前歴                                                             | 後歴                                       |
| ---------------- | -------------------- | ---------------------- | -------- | ---------------------------------------------------------------- | ------------------------------------------ |
| 作戦担当副司令官 | 2002年7月～2003年9月 | Francis H. Kearney III | 陸軍准将 | JSOC 作戦部長                                                    | 第24歩兵師団 作戦担当副師団長              |
| 作戦担当副司令官 | 2003年9月～2006年6月 | William H. McRaven     | 海軍准将 | NSC(国家安全保障会議)テロ対策オフィス 海軍戦略・国防問題担当部長 | SOCEUR 司令官                              |
| 作戦担当副司令官 | 2006年6月～2008年7月 | Robert S. Harward, Jr. | 海軍少将 | 統合参謀本部国家対テロセンター 上級諸機関連携戦略チーム代表      | U.S.JFCOM(統合部隊コマンド) 副司令官       |
| 作戦担当副司令官 | 2008年7月～2010年6月 | Joseph L. Votel        | 陸軍少将 | 第82空挺師団 作戦担当副師団長                                    | U.S.SOCOM (兼任)参謀長／指揮支援センター長 |
| 作戦担当副司令補 | 2010年6月～2012年    | Raymond A. Thomas III  | 陸軍少将 | 統合参謀本部 特殊作戦・対テロ担当副部長                          | SOJTF-AF/NATO-SOCC-AF 司令官               |
| 作戦担当司令官補 | 2012年～2014年8月    | Colin J. Kilrain       | 海軍少将 | 在メキシコ米大使館駐在武官                                       | SOCPAC 司令官                              |
| 作戦担当司令官補 | 2014年8月～2016年    | Timothy G. Szymanski   | 海軍少将 | SOJTF-AF/NATO-SOCC-AF 副司令官                                   | U.S.NAVSPECWARCOM 司令官                   |
| 作戦担当司令官補 | 2016年～2018年       | ？？？                 |          |                                                                  |                                            |
| 作戦担当司令官補 | 2018年～2020年5月    | ？？？                 |          |                                                                  |                                            |
| 作戦担当司令官補 | 2020年5月～2022年4月 | Matthew J. Burns       | 海軍准将 | DEVGRU(海軍特殊戦開発グループ) 司令官                            | U.S.SOCOM 特殊偵察有効化コマンド司令官     |
| 作戦担当司令官補 | 2022年4月～          | Brian H. Bennett       | 海軍准将 | U.S.SOCOM 司令官付き副官                                         |                                            |

※「作戦担当副司令官」は対テロ戦争におけるJSOCの権限拡大に伴い、司令官をバックアップするため設置された。JSOCの活動全体を監督しなければならない司令官に代わり、主戦場であるアフガニスタンやイラクでの(JSOC指揮下の)JSOTFを実際に率いているのはこの作戦担当副司令官である。2010年頃から「作戦担当司令官補」に改称。

※SOJTF-AF/NATO-SOCC-AF(Special Operations Joint Task Force-Afghanistan/NATO Special Operations Component Command-Afghanistan)＝在アフガニスタン特殊作戦統合タスクフォース／在アフガニスタンNATO特殊作戦構成コマンド
| 職名             | 在任期間             | 氏名                     | 階級     | 前歴                                                        | 後歴                                     |
| ---------------- | -------------------- | ------------------------ | -------- | ----------------------------------------------------------- | ---------------------------------------- |
| 支援担当司令官補 | 2008年4月～2010年6月 | Norman J. Brozenick, Jr. | 空軍准将 | 空軍参謀本部 研究・分析・評価・教訓副部長                   | U.S.AFSOC 計画・プログラム・要求評価部長 |
| 支援担当司令官補 | 2010年7月～2012年7月 | Marshall B. Webb         | 空軍准将 | U.S.AFSOC (兼任)作戦部長／第23空軍司令官                    | U.S.AFSOC 計画・プログラム・要求評価部長 |
| 支援担当司令官補 | 2012年7月～2014年    | Michael E. Kurilla       | 陸軍准将 | 第75レンジャー連隊長                                        | 第１歩兵師団 副師団長                    |
| 支援担当司令官補 | 2014年～2015年5月    | James E. Kraft, Jr.      | 陸軍准将 | SOJTF-AF/NATO-SOCC-AF 副司令官                              | 第1特殊部隊コマンド 司令官               |
| 支援担当司令官補 | 2015年5月～2017年5月 | Francis M. Beaudette     | 陸軍准将 | 第１機甲師団 副師団長 （兼任）U.S.CENTCOM在ヨルダン前線部長 | 第1特殊部隊コマンド 司令官               |
| 支援担当司令官補 | 2017年5月～2018年5月 | Edwin John Deedrick, Jr. | 陸軍准将 | 第1特殊部隊コマンド 副司令官                                | 第1特殊部隊コマンド 司令官               |
| 支援担当司令官補 | 2018年5月～2020年    | ？？？                   |          |                                                             |                                          |
| 支援担当司令官補 | 2020年～2022年       | ？？？                   |          |                                                             |                                          |
| 支援担当司令官補 | 2022年～             | ？？？                   |          |                                                             |                                          |

## 隷下運用部隊
JSOCの直接指揮下で運用される部隊は以下のとおりである。現在、デルタフォース、情報支援活動、連隊偵察中隊、海軍特殊戦開発グループ、第24特殊戦術中隊がSMUに指定されている。
- デルタフォース - 1st Special Forces Operational Detachment Delta :1st SFOD-D
- 情報支援活動 - Intelligence Support Activity : ISA
- 連隊偵察中隊 - 75th Ranger Regiment's Regimental Reconnaissance Company : RRC
- 海軍特殊戦開発グループ - Development Group : DEVGRU
- 第24特殊戦術中隊 - 24th Special Tactics Squadron : 24th STS
- 統合通信隊 - Joint Communications Unit : JCU
- 統合航空隊(飛行概念部) - Joint Aviation Unit
- 技術情報隊 - Technical Intelligence Unit
- 信号諜報課
- 戦術支援チーム(TST)
- 戦闘支援グループ
- 航空戦術評価グループ(AVTEG)

また、場合によっては以下の部隊から支援を受ける。
- 第75レンジャー連隊
- 第160特殊作戦航空連隊
- 第55特殊作戦飛行隊

旧隷下運用部隊
- 非対称戦グループ - Asymmetric Warfare Group : AWG（2021年に部隊が廃止されるまでは米陸軍のSMUの一つであった[9][10][11]）

## 主な作戦行動
グレナダ侵攻作戦(Operation URGENT FURY)　1983年10月
デルタフォース、第1および第2レンジャー大隊、タスクフォース160、SEALチーム6およびチーム4、第16特殊作戦飛行隊、戦闘航空管制チーム(CCT)などから編成される統合タスクフォース123(JTF-123)を指揮。
パナマ侵攻作戦(Operation ACID GAMBIT and JUST CAUSE)　1989年12月～1990年1月
統合特殊作戦タスクフォース(JSOTF)と南方特殊作戦コマンド(SOCSOUTH)を指揮(本来なら中南米地域での特殊作戦はSOCSOUTHの担当だが、パナマ侵攻作戦ではJSOCが全特殊作戦とそれに関わる部隊を指揮した)。
パナマでのJSOTFはさらに小規模な五つのタスクフォースに分割されていた（カッコ内は主要戦力）。
- タスクフォース・グリーン（デルタフォース）
- タスクフォース・ブルー（SEALチーム6）
- タスクフォース・ブラック（第7特殊部隊グループの第3大隊および第1大隊A中隊）
- タスクフォース・レッド（第75レンジャー連隊）
- タスクフォース・ホワイト（海軍特殊戦グループ2、海軍特殊戦ユニット8、SEALチーム2および4、特殊舟艇ユニット20および26、第127掃海部隊）

加えてこれらのタスクフォースは、ISA、第160特殊作戦航空グループ、第4心理作戦グループ、第96民事大隊、第1特殊作戦航空団、空軍特殊戦術チーム、海兵隊空海間砲撃連絡中隊(ANGLICO)からの支援を受けていた。
湾岸戦争(Operation DESERT STORM)　1991年2月～1991年4月
デルタフォース2個中隊、第75レンジャー連隊の1個中隊、第160特殊作戦航空連隊第1大隊、SEALチーム6の小規模班、空軍CCT(戦闘航空管制)要員などから編成されるJSOTFを指揮。“スカッド狩り”(スカッドミサイル捜索破壊作戦)を遂行。
パブロ・エスコバル捕獲作戦(Operation HEAVY SHADOW)　1989年8月～1993年12月
デルタフォース、セントラスパイク(ISAが当時使用していたカバーネーム)、SEALチーム6、麻薬取締局(DEA)、中央情報局(CIA)から編成されるJSOTFを指揮し、コロンビア国家警察特捜隊を支援。
ソマリア武装民兵組織指導者層の排除(Operation GOTHIC SERPENT)　1993年8月～10月
デルタフォースC中隊、ISA、第75レンジャー連隊第3大隊B中隊、第160特殊作戦航空連隊第1大隊、SEALチーム6、第24特殊戦術飛行隊から編成されるタスクフォース・レンジャーを指揮。
東欧での戦争犯罪人捕獲作戦(Operation AMBER STAR, GREEN LIGHT and BUCKEYE)　1997年～
デルタフォース、トーンヴィクター(ISAが当時使用していたカバーネーム)、第160特殊作戦航空連隊、DEVGRU、CIA特殊作戦要員から編成されるJSOTFを指揮。主な目標はラドヴァン・カラジッチ(2008年7月に捕獲済み)とラトコ・ムラディッチ(2011年5月に捕獲済み)。
AMBER STARはアメリカ、イギリス、フランス、ドイツ、オランダのCJSOTF(合同統合特殊作戦タスクフォース)による作戦だったが、しばらくして内部(フランス軍関係者)からの情報漏洩疑惑が浮上したため、アメリカは単独での捕獲作戦(GREEN LIGHT)とそれを支援する諜報作戦(BUCKEYE)を開始した。これらの作戦中、秘密保持のためにDEVGRU隊員が貨物コンテナ内に潜んで現地入りした、デルタやISAの隊員が他国軍の軍服を着用して活動していた等興味深いエピソードが残されている。
アフガニスタン侵攻(Operation ENDURING FREEDOM)　2001年10月～
デルタフォース、グレイフォックス(ISAが当時使用していたカバーネーム)、第160特殊作戦航空連隊、DEVGRU、CIA特殊作戦要員、イギリス陸軍第22SAS連隊のAおよびG中隊、イギリス海兵隊SBSのC中隊などから編成されるタスクフォース11(別名：タスクフォース・ソード)を指揮。主にアフガニスタン南部のパキスタン国境付近で活動し、ウサーマ・ビン・ラーディンやムハンマド・オマルをはじめとするアルカーイダおよびターリバーンの指導者層に対する追跡捕獲作戦に従事。なお、タスクフォース11はイラク戦争開戦に近付くにつれて規模縮小され、タスクフォース5へと改称された後、イラクで活動していた同種のタスクフォース20と統合され、タスクフォース121となった。
イラク戦争(Operation IRAQI FREEDOM)　2003年3月～
デルタフォース、ISA、グリーンベレーの小規模チーム、第160特殊作戦航空連隊、DEVGRU、CIA特殊作戦要員などから編成されるタスクフォース20を指揮。サッダーム・フセインをはじめとする旧イラク政権指導層の追跡捕獲作戦に従事。タスクフォース20の戦果として、2003年7月21日にアメリカ陸軍第101空挺師団との合同作戦の下、サッダーム・フセインの長男ウダイ・サッダーム・フセインおよび次男クサイ・サッダーム・フセインを銃撃戦の末殺害している。
その後、タスクフォース20はアフガニスタンで活動していたタスクフォース5と統合されてタスクフォース121となり、戦力をイラク・アフガニスタン両国に分割して並行作戦を開始した。タスクフォース121の戦果として、2003年12月14日にアメリカ陸軍第4歩兵師団第1旅団との合同作戦(Operation RED DAWN)の下、サッダーム・フセインを捕獲している。
イラク戦争の大きな目標の一つであったサッダーム・フセイン捕獲に成功した後、タスクフォース121はタスクフォース6-26へと改称され、イラクの聖戦アルカーイダ組織を率いるアブー＝ムスアブ・アッ＝ザルカーウィーを次なる目標と定めた。やがてタスクフォース6-26はタスクフォース145(第145任務部隊)へと改称され、2006年6月7日、ついにザルカウィの捕獲に成功した(もっとも、ザルカウィは直前の空爆によって瀕死状態となっており、捕獲後間も無く死亡した模様)。
なお、メディアからの情報によれば、タスクフォース145は小規模な五つのタスクフォースに分割されていた模様。
- タスクフォース・センター

デルタフォースとDEVGRUから1個中隊がローテーションで派遣され、主力部隊を務める。支援・輸送部隊として、第75レンジャー連隊の1個中隊と第160特殊作戦航空連隊の小規模航空隊が加わる。
- タスクフォース・ノース

第75レンジャー連隊の1個大隊がローテーションし、主力部隊を務める。臨時支援部隊として、デルタフォースの小規模チームが加わる。
- タスクフォース・ウェスト

デルタフォースとDEVGRUから1個中隊がローテーションで派遣され、主力部隊を務める。支援部隊として、第75レンジャー連隊の1個中隊が加わる。
- タスクフォース・ブラック

イギリス陸軍SASの1個中隊とイギリス海兵隊SBSが主力部隊を務める。支援部隊として、イギリス特殊部隊支援群の空挺班が加わる。
- タスクフォース・オレンジ

ISA、国防総省SSB(戦略支援課。同時多発テロ後、国防総省内に創設された秘密諜報組織)、CIAなどから編成され、諜報作戦を担当。
なお、現在ではタスクフォース145からタスクフォース77を経て、タスクフォース88へと改称されている模様。